# Królik w Australii

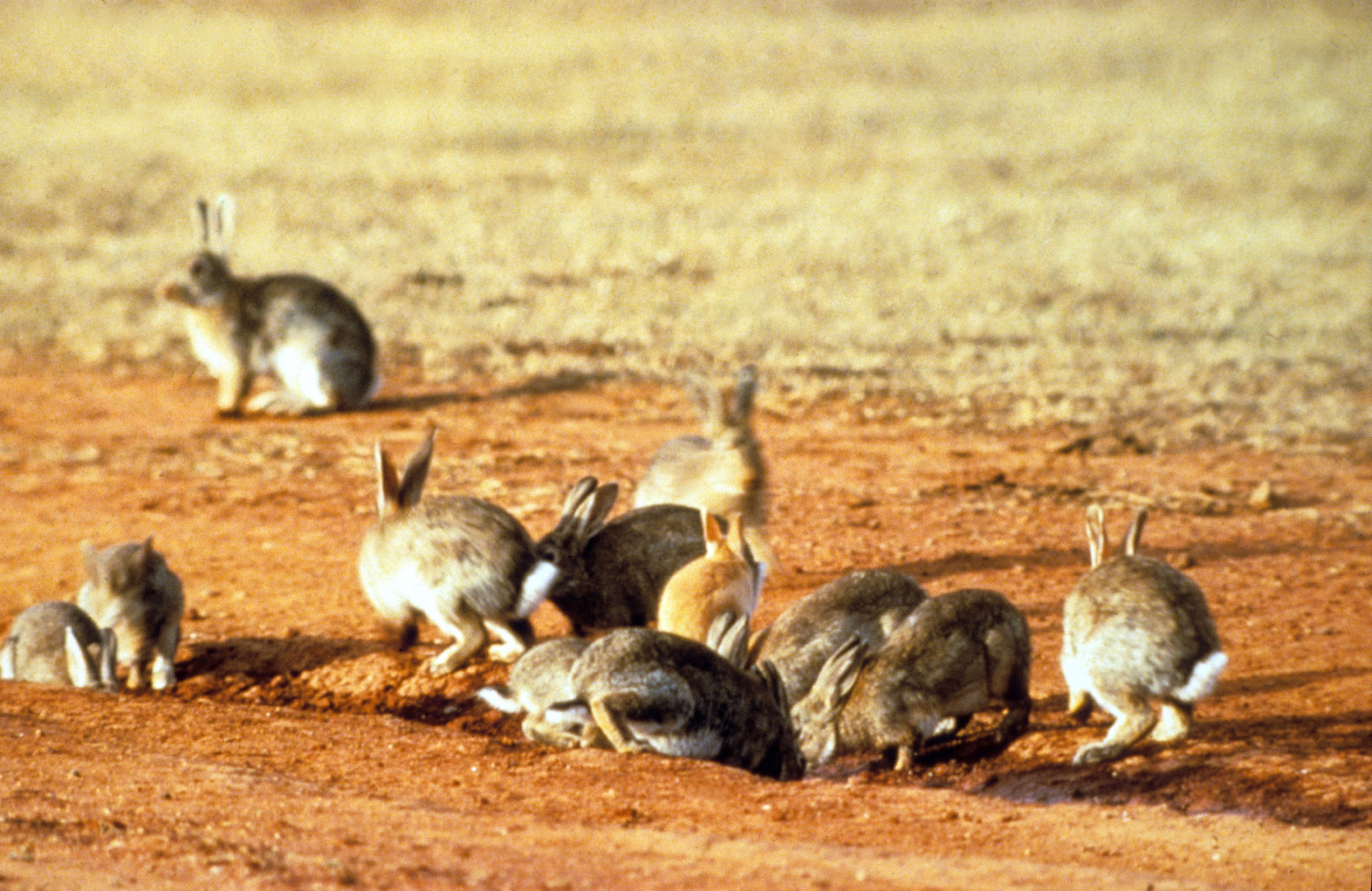
Króliki są jednym z najbardziej rozpowszechnionych i niszczycielskich szkodników w Australii.

Królik w Australii – szkodnik oraz gatunek inwazyjny powodujący duże straty w uprawach.

## Historia
24 króliki zostały sprowadzone w 1859 z Anglii i wypuszczone przez Thomasa Austina. Miały służyć do polowań. Z uwagi na ciepłą zimę i brak naturalnych drapieżników szybko się rozmnożyły zagrażając rodzimym gatunkom i doprowadzając do katastrofy ekologicznej. Wyjadanie przez nich roślinności doprowadziło do erozji gleby na dużą skalę. Najpierw próbowano zwalczyć je przez odstrzał, ale nie przynosiło to skutków. By nie zasiedlały nowych terenów zbudowano ogrodzenia długie na ponad 3 tys. km. Króliki próbowały je przeskakiwać i podkopywać, ale zdały one egzamin. By zmniejszyć liczebność królików, użyto broni biologicznej w postaci wirusa myksomatozy. Wirus dramatycznie zmniejszył populację z szacowanych 600 milionów, zabijając 99,8 procent osobników, które złapały infekcję, jednak króliki szybko uodporniły się. Wirus stał się mniej skuteczny i liczba królików wzrosła, ale nigdy do poziomu sprzed 1950 roku. W 1995 roku użyto przeciw królikom wirusa choroby hemoroidalnej królików RHDV znanego również jako kaliciwirus królików, sprowadzonego z Chin. Wprowadzenie wirusa ponownie zmniejszyło liczebność królików do bardzo niskiego poziomu, z największym wpływem w strefach suchych i mniejszym na obszarach o wysokich opadach.
Zespół kierowany przez wirusologa Francisco Parra, współpracujący z Uniwersytetem w Oviedo, w Asturii, w północnej Hiszpanii, zidentyfikował w 2012 roku nowy wariant wirusa. Patogen, nowy szczep K5 (RHDV1), jest zarówno wyjątkowo śmiertelny, jak i wysoce zakaźny. W 2017 roku został on wypuszczony przez władze Australii w około 600 punktach na kontynencie. Właścicielom królików domowych zalecono, by szczepili swoje zwierzęta.